# National League Division Series 2010

Philadelphia Phillies Gewinner der NLDS 1
San Francisco Giants Gewinner der NLDS 2

Die National League Division Series 2010 (NLDS) fand zwischen dem 6. und 11. Oktober 2010 statt und ist Teil der Postseason der MLB Saison 2010. Mit ihr wurde ermittelt, welche beiden Teams in der National League Championship Series 2010 gegeneinander antreten. An den beiden Best-of-Five-Serien nahmen wie in den Vorjahren die Sieger der drei Divisionen der National League sowie ein Wildcard-Team teil:
- Philadelphia Phillies (Sieger der Eastern Division, 97–65) gegen Cincinnati Reds (Sieger der Central Division, 91–71); hier gewannen die Phillies mit 3-0.

Die Phillies und die Reds standen sich zuvor erst einmal in der Postseason gegenüber: In der National League Championship Series 1976 gewannen die Reds mit 3-0.
- San Francisco Giants (Sieger der West Division, 92–70) gegen Atlanta Braves (als Wildcard-Team, 91–71); dieses Duell konnten die Giants mit 3-1 für sich entscheiden.

Auch die Giants und die Braves sind erst einmal in der Postseason aufeinandergetroffen: Aus der National League Division Series 2002 gingen die Giants mit 3-0 als Sieger hervor.

## Ergebnisübersicht

### Philadelphia Phillies gegen Cincinnati Reds
| Spiel                                | Datum            | Ergebnis                                        | Gesamtstand (PHI – CIN) | Ort                      | Spielzeit | Zuschauer |
| ------------------------------------ | ---------------- | ----------------------------------------------- | ----------------------- | ------------------------ | --------- | --------- |
| Spiel 1                              | 6. Oktober 2010  | Cincinnati Reds – 0 @ Philadelphia Phillies – 4 | 1 – 0                   | Citizens Bank Park       | 2:34      | 46.411    |
| Spiel 2                              | 8. Oktober 2010  | Cincinnati Reds – 4 @ Philadelphia Phillies – 7 | 2 – 0                   | Citizens Bank Park       | 3:39      | 46.511    |
| Spiel 3                              | 10. Oktober 2010 | Philadelphia Phillies – 2 @ Cincinnati Reds – 0 | 3 – 0                   | Great American Ball Park | 3:00      | 44.599    |
| Philadelphia Phillies gewinnen 3 – 0 |                  |                                                 |                         |                          |           |           |

### San Francisco Giants gegen Atlanta Braves
| Spiel                               | Datum            | Ergebnis                                                   | Gesamtstand (SF – ATL) | Ort          | Spielzeit | Zuschauer |
| ----------------------------------- | ---------------- | ---------------------------------------------------------- | ---------------------- | ------------ | --------- | --------- |
| Spiel 1                             | 7. Oktober 2010  | Atlanta Braves – 0 @ San Francisco Giants – 1              | 1 – 0                  | AT&T Park    | 2:26      | 43.936    |
| Spiel 2                             | 8. Oktober 2010  | Atlanta Braves – 5 @ San Francisco Giants – 4 (11 Innings) | 1 – 1                  | AT&T Park    | 3:47      | 44.046    |
| Spiel 3                             | 10. Oktober 2010 | San Francisco Giants – 3 @ Atlanta Braves – 2              | 2 – 1                  | Turner Field | 3:23      | 53.284    |
| Spiel 4                             | 11. Oktober 2010 | San Francisco Giants – 3 @ Atlanta Braves – 2              | 3 – 1                  | Turner Field | 2:56      | 44.532    |
| San Francisco Giants gewinnen 3 – 1 |                  |                                                            |                        |              |           |           |

## Philadelphia Phillies gegen Cincinnati Reds

### Spiel 1, 6. Oktober 2010

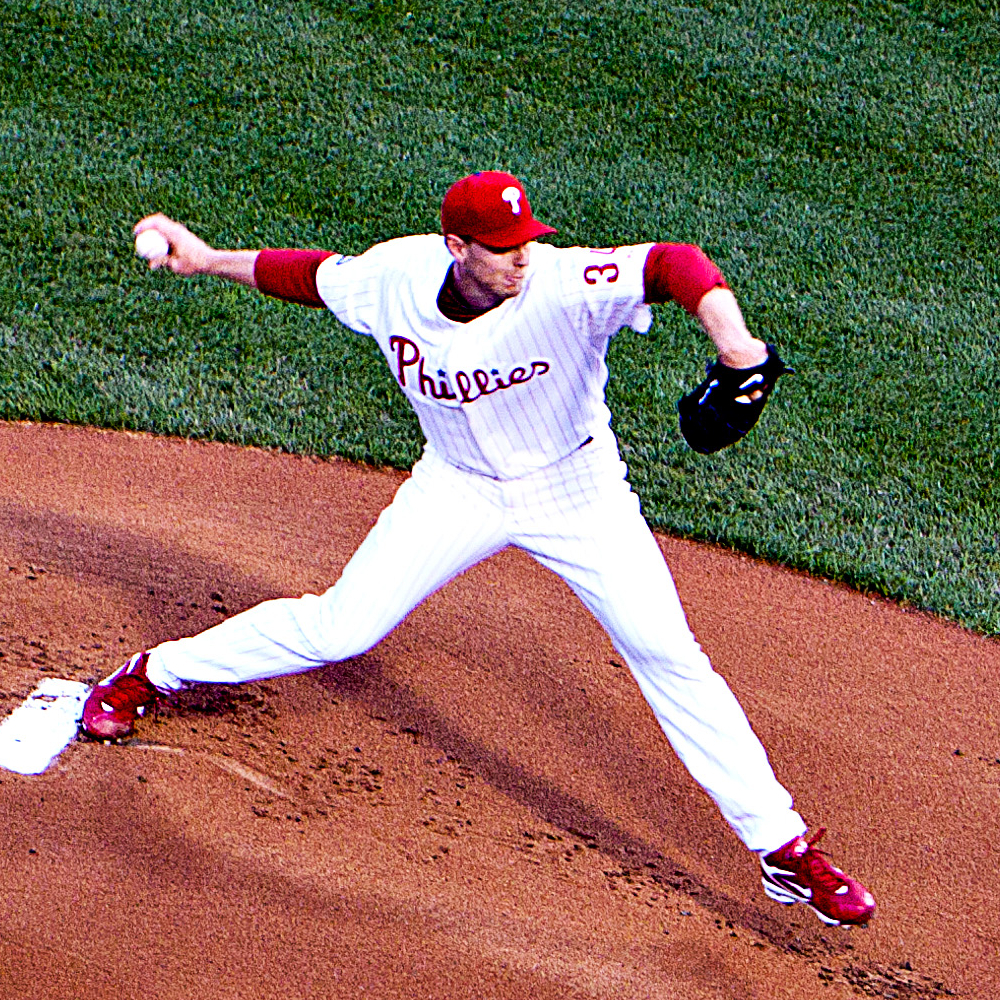
Roy Halladay

17:00 EDT, Citizens Bank Park in Philadelphia, Pennsylvania
| Team         | 1 | 2 | 3 | 4 | 5 | 6 | 7 | 8 | 9 | R | H | E |
| ------------ | - | - | - | - | - | - | - | - | - | - | - | - |
| Cincinnati   | 0 | 0 | 0 | 0 | 0 | 0 | 0 | 0 | 0 | 0 | 0 | 1 |
| Philadelphia | 1 | 3 | 0 | 0 | 0 | 0 | 0 | 0 | X | 4 | 5 | 0 |

WP: Roy Halladay (1–0)   LP: Edinson Volquez (0–1)  
In seinem ersten Start in einer Postseason gelang Roy Halladay ein No-Hitter, bei dem er nur einen einzigen Walk im fünften Inning abgab. In der Geschichte des Major League Baseballs war es erst der zweite No-Hitter in der Postseason und der erste seit dem Perfect Game von Don Larsen in der World Series 1956. Schon während der regulären Saison hatte Halladay am 29. Mai 2010 gegen die Florida Marlins ein Perfect Game geworfen. Er ist damit der erste und einzige Pitcher, der in einem Jahr einen No-Hitter sowohl in der regulären Saison als auch der Postseason geschafft hat. Halladay ist außerdem erst der fünfte Pitcher, der in einem Jahr zwei No-Hitter erreichte; der letzte war Nolan Ryan (1973).

### Spiel 2, 8. Oktober 2010

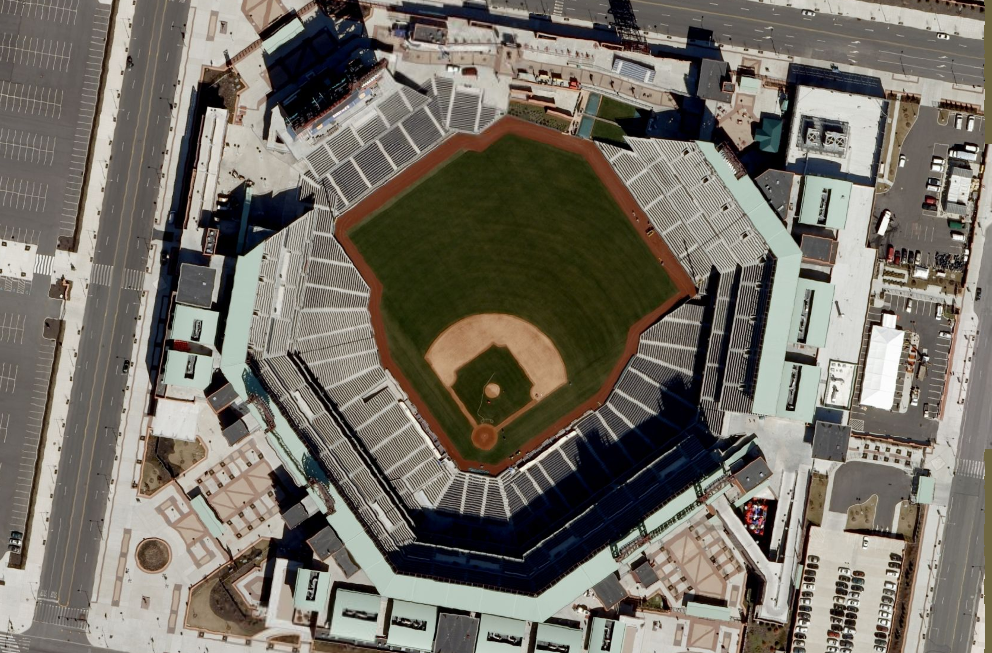
Citizens Bank Park in Philadelphia, Austragungsort der ersten beiden Spiele.

18:00 EDT, Citizens Bank Park in Philadelphia, Pennsylvania
| Team         | 1 | 2 | 3 | 4 | 5 | 6 | 7 | 8 | 9 | R | H | E |
| ------------ | - | - | - | - | - | - | - | - | - | - | - | - |
| Cincinnati   | 1 | 1 | 0 | 1 | 1 | 0 | 0 | 0 | 0 | 4 | 6 | 4 |
| Philadelphia | 0 | 0 | 0 | 0 | 2 | 1 | 3 | 1 | X | 7 | 8 | 2 |

WP: José Contreras (1–0)   LP: Aroldis Chapman (0–1)  SV: Brad Lidge (1)  
Brandon Phillips eröffnete das Spiel mit einem Solo-Homerun im ersten Inning und erzielte damit den ersten Hit und den ersten Run für die Cincinnati Reds in der Postseason. Im zweiten Inning erzielte Laynce Nix den zweiten Run. Im dritten Inning baute Jay Bruce mit einem Solo-Homerun die Führung auf 3-0 aus. Der vierte Run kam im fünften Inning, als Joey Votto seinen Teamkollegen Brandon Phillips mit einem Sacrifice Fly nach Hause bringen konnte.
Die Phillies starteten ihre Offensive in der zweiten Hälfte des fünften Innings. Pinch-Hitter Domonic Brown kam mit einer Fielder’s Choice auf die erste Base; zwei nachfolgende Errors in der Defensive der Reds luden die Bases. Bei zwei Outs brachte ein Single von Chase Utley die ersten beiden Runs für die Phillies. Im sechsten Inning gelangte Jayson Werth durch einen Walk auf die erste Base und stahl danach die zweite Base. Zwei Hit by Pitches luden die Bases, ein anschließender Walk führte zum dritten Run für die Phillies. Die Reds schickten im siebten Inning Aroldis Chapman auf den Mound. Er traf mit einem Pitch Chase Utley, erzielte gegen Ryan Howard ein Strikeout und ließ dann einen Ground Ball durch Jayson Werth zu, wodurch Utley die zweite Base erreichen konnte. Der nächste Batter, Jimmy Rollins, schlug einen Fly Ball ins Rightfield, den Jay Bruce jedoch nicht fangen konnte. Dieser Error und ein weiterer von Brandon Phillips führten zu Runs von Utley und Werth und brachten den Phillies die Führung. Den sechsten Run konnte dann Rollins erzielen. Im achten Inning stahl Utley nach einem Single die zweite Base. Die Reds ließen Ryan Howard mit einem Intentional Walk auf die erste Base, um ein Double Play möglich zu machen. Dies scheiterte jedoch, als Jayson Werth ein Single in Leftfield schlug und Utley nach Hause brachte.
Die insgesamt sechs Errors in diesem Spiel stellen den bisherigen Rekord in einer Division Series ein, der von den Oakland Athletics und den Boston Red Sox in der American League Division Series 2003 aufgestellt worden war.

### Spiel 3, 10. Oktober 2010

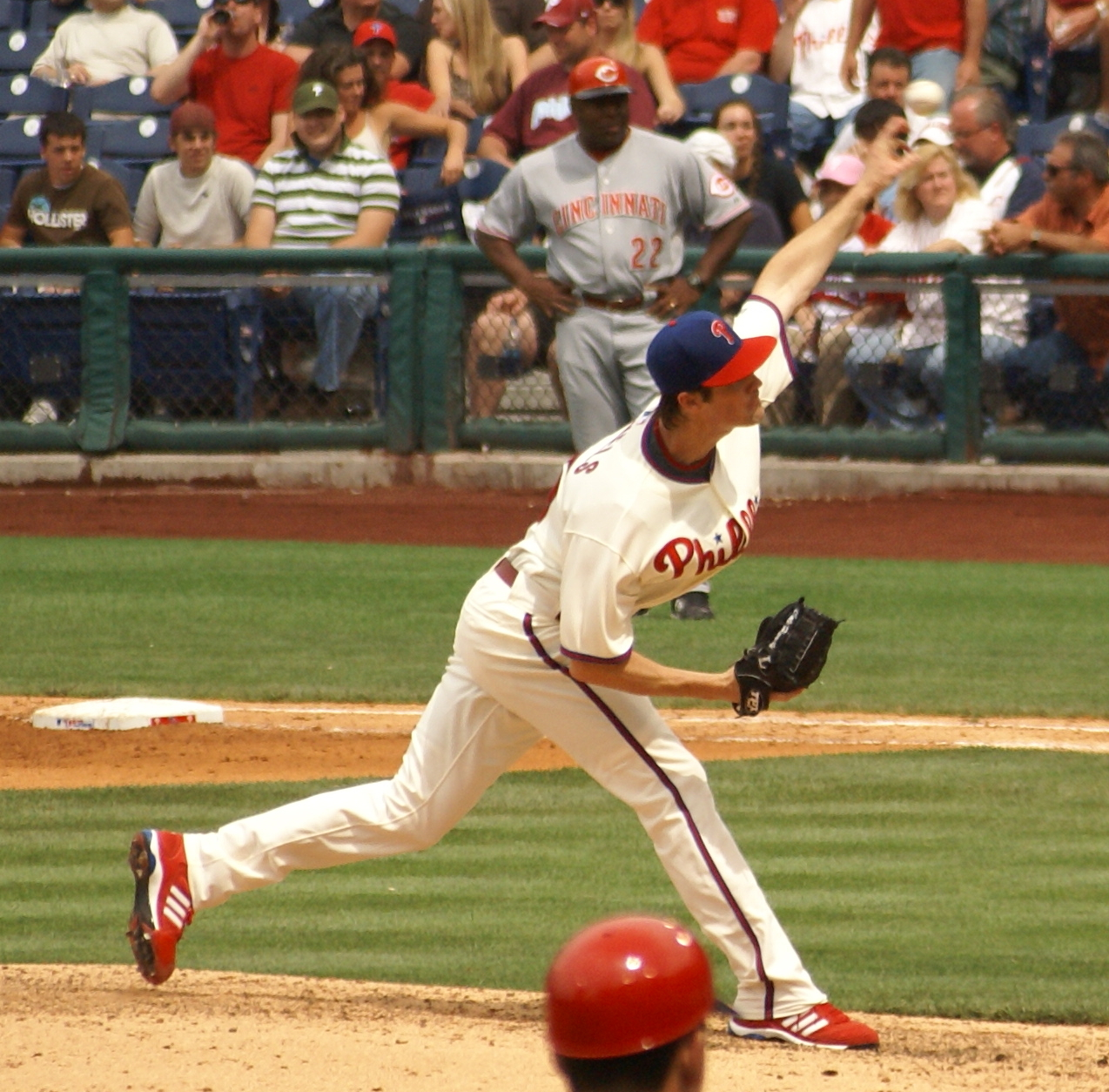
Cole Hamels

19:00 oder 20:00 EDT, Great American Ball Park in Cincinnati, Ohio
| Team         | 1 | 2 | 3 | 4 | 5 | 6 | 7 | 8 | 9 | R | H | E |
| ------------ | - | - | - | - | - | - | - | - | - | - | - | - |
| Philadelphia | 1 | 0 | 0 | 0 | 1 | 0 | 0 | 0 | 0 | 2 | 8 | 1 |
| Cincinnati   | 0 | 0 | 0 | 0 | 0 | 0 | 0 | 0 | 0 | 0 | 5 | 2 |

WP: Cole Hamels (1-0)   LP: Johnny Cueto (0-1)  
Auch in Spiel 3 wurden die Reds wieder vom starken Pitching der Phillies dominiert. Cole Hamels warf ein Complete Game (9 Innings), ohne einen Run der Reds zuzulassen. Fünf Hits standen elf Strikeouts gegenüber. Plácido Polanco brachte die Phillies schon im ersten Inning auf das Scoreboard. Er war mit einem Single auf die erste Base gekommen und konnte durch einen weiteren Single Hit von Ryan Howard auf die dritte Base vorrücken. Ein Error von Shortstop Orlando Cabrera erlaubte Polanco den ersten Run des Spiels. Der zweite und letzte Run kam im fünften Inning durch einen Solo Home Run von Chase Utley. Im neunten Inning schlug Carlos Ruiz ein Double auf einen 103,4 mph schnellen Pitch vom Aroldis Chapman. Es war der schnellste Wurf, der jemals zu einem Hit geführt hat. Für die Reds war es das zweite Spiel der Serie, in dem sie keinen Run erzielten konnte. Insgesamt schafften sie damit in den drei Begegnungen nur vier Runs.

### Zusammenfassung der Ergebnisse
2010 NLDS (3–0): Philadelphia Phillies besiegen Cincinnati Reds
| Team                                                                 | 1 | 2 | 3 | 4 | 5 | 6 | 7 | 8 | 9 | R  | H  | E |
| -------------------------------------------------------------------- | - | - | - | - | - | - | - | - | - | -- | -- | - |
| Philadelphia Phillies                                                | 2 | 3 | 0 | 0 | 3 | 1 | 3 | 1 | 0 | 13 | 21 | 3 |
| Cincinnati Reds                                                      | 1 | 1 | 0 | 1 | 1 | 0 | 0 | 0 | 0 | 4  | 11 | 7 |
| Zuschauer insgesamt: 137.521 Durchschnittliche Zuschauerzahl: 45.840 |   |   |   |   |   |   |   |   |   |    |    |   |

## San Francisco Giants gegen Atlanta Braves

### Spiel 1, 7. Oktober 2010

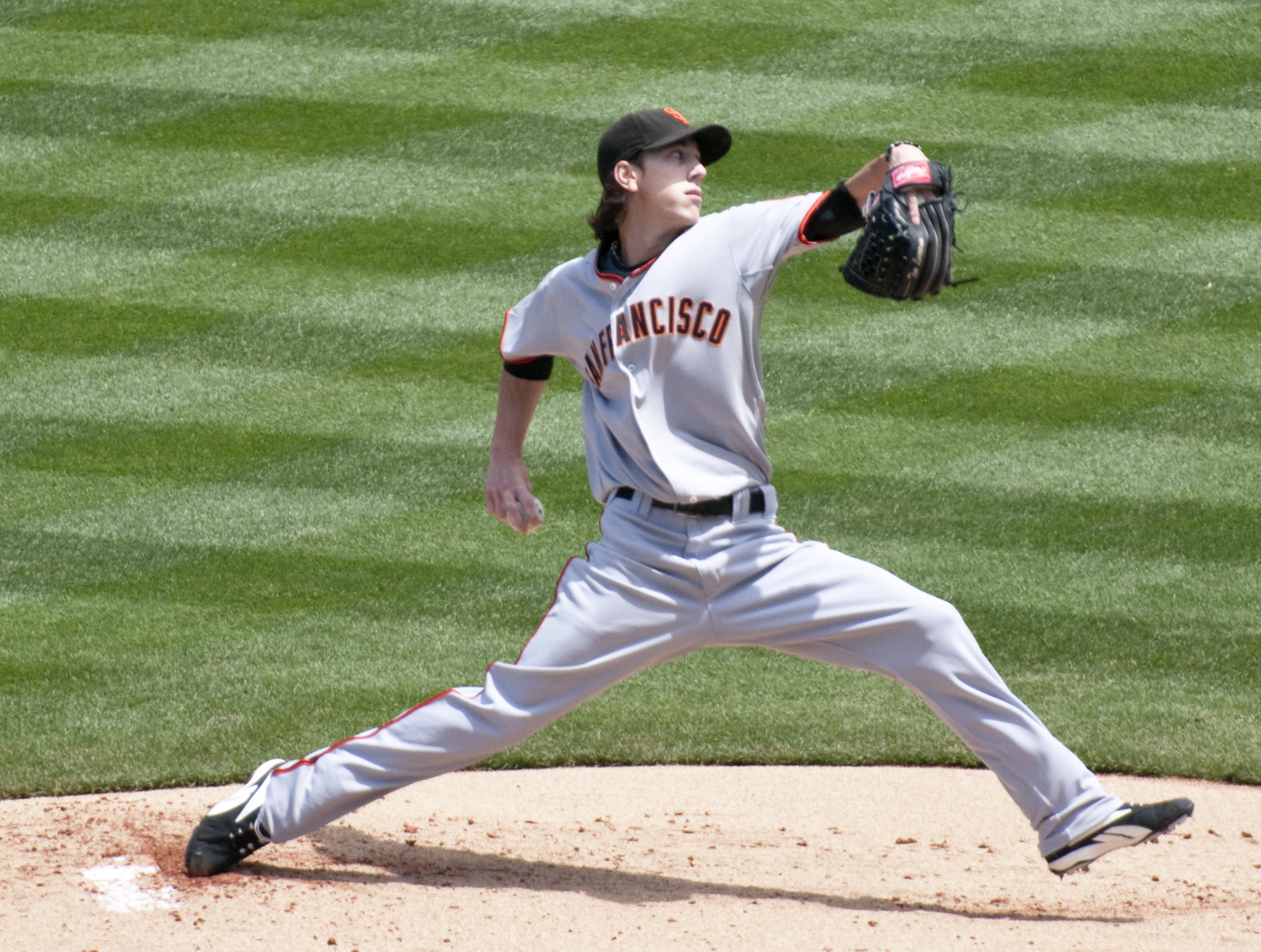
Tim Lincecum

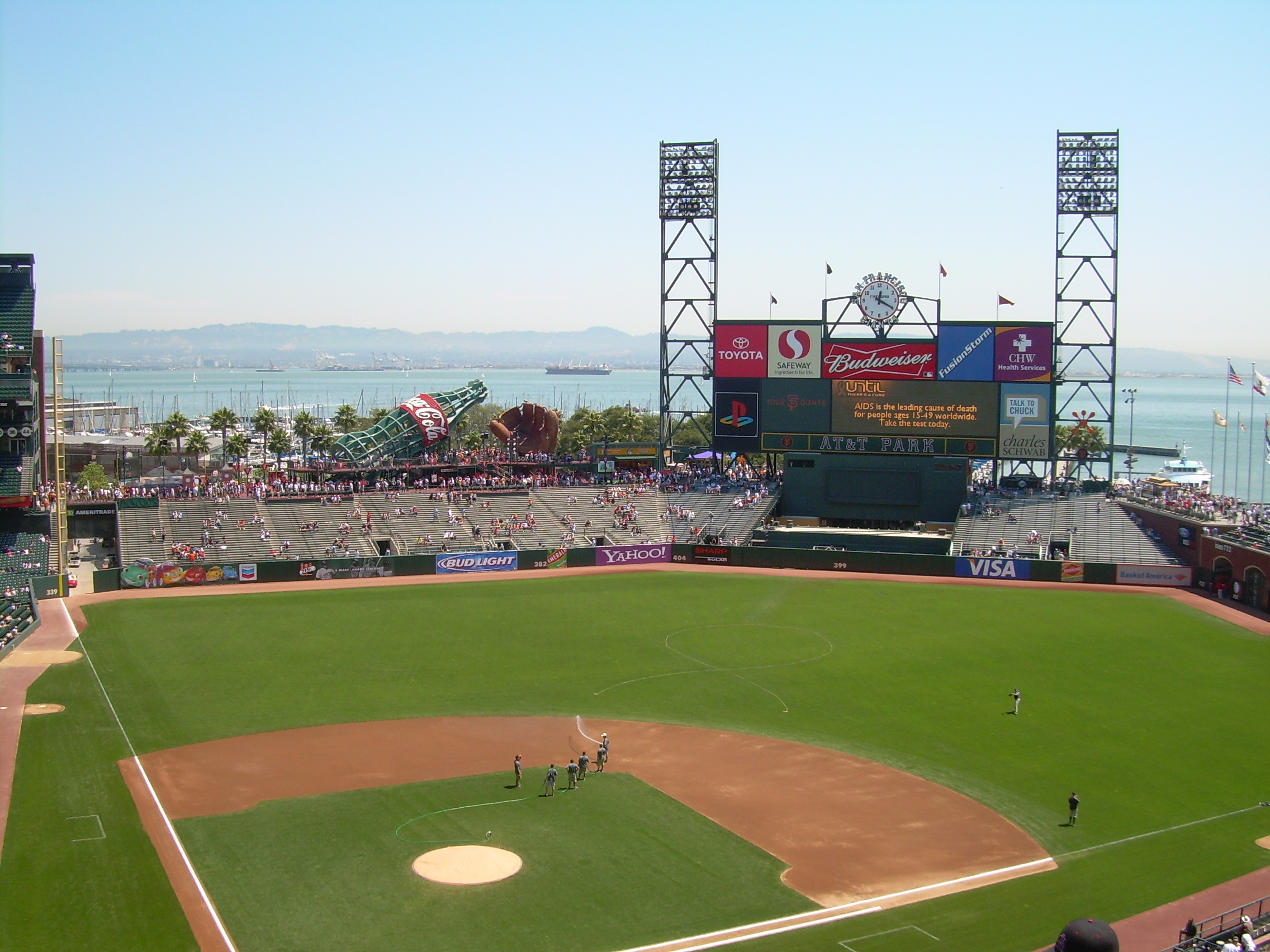
AT&T Park in San Francisco, Austragungsort der Spiele 1 und 2.

21.30 EDT, AT&T Park in San Francisco, Kalifornien
| Team          | 1 | 2 | 3 | 4 | 5 | 6 | 7 | 8 | 9 | R | H | E |
| ------------- | - | - | - | - | - | - | - | - | - | - | - | - |
| Atlanta       | 0 | 0 | 0 | 0 | 0 | 0 | 0 | 0 | 0 | 0 | 2 | 2 |
| San Francisco | 0 | 0 | 0 | 1 | 0 | 0 | 0 | 0 | X | 1 | 5 | 0 |

WP: Tim Lincecum (1–0)   LP: Derek Lowe (0–1)  
Spiel 1 war ein Duell zwischen Tim Lincecum, Starting Pitcher der Giants in seinem Postseason-Debüt, und dem Veteranen Derek Lowe. Der einzige Run der Giants kam im vierten Inning. Catcher Buster Posey schlug ein Single und stahl dann die zweite Base. Ein Single von Cody Ross brachte ihn zur Homeplate zurück. Die Braves hingegen konnten gegen Lincecum, der nur zwei Hits zuließ und 14 Strikeouts schaffte, keinen Run erzielen.

### Spiel 2, 8. Oktober 2010
21;30 EDT, AT&T Park in San Francisco, Kalifornien
| Team          | 1 | 2 | 3 | 4 | 5 | 6 | 7 | 8 | 9 | 10 | 11 | R | H  | E |
| ------------- | - | - | - | - | - | - | - | - | - | -- | -- | - | -- | - |
| Atlanta       | 0 | 0 | 0 | 0 | 0 | 1 | 0 | 3 | 0 | 0  | 1  | 5 | 11 | 0 |
| San Francisco | 3 | 1 | 0 | 0 | 0 | 0 | 0 | 0 | 0 | 0  | 0  | 4 | 10 | 2 |

WP: Kyle Farnsworth (1–0)   LP: Ramón Ramírez (0–1)  
Ein Homerun von Pat Burrell brachte die Giants schon im ersten Inning mit 3-0 in Führung. Für den vierten Run sorgte der Starting Pitcher der Giants, Matt Cain, mit einem RBI Single im zweiten Inning. Die Braves kamen erst im sechsten Inning durch einen Run von Derrek Lee aufs Scoreboard. Nach seinem Single erreichte er die zweite Base durch einen Error von Pat Burrell und kam durch ein Single von Brian McCann nach Hause. Die Braves schlugen im achten Inning zurück. Nach zwei Singles brachten die Giants ihren Closer Brian Wilson auf den Mound. Der ließ ein Single von Melky Cabrera zu, wodurch Derrek Lee zum zweiten Run für die Braves kam. Ein Double von Álex González brachte zwei weitere Runs und den Ausgleich. Die folgenden Innings sahen keine Runs. Ein Solo-Homerun von Rick Ankiel im elften Inning verschaffte den Braves die Führung. In der zweiten Hälfte des Innings ließ Kyle Farnsworth keinen Run zu und sicherte den ersten Sieg der Braves in der NLDS 2010.

### Spiel 3, 10. Oktober 2010

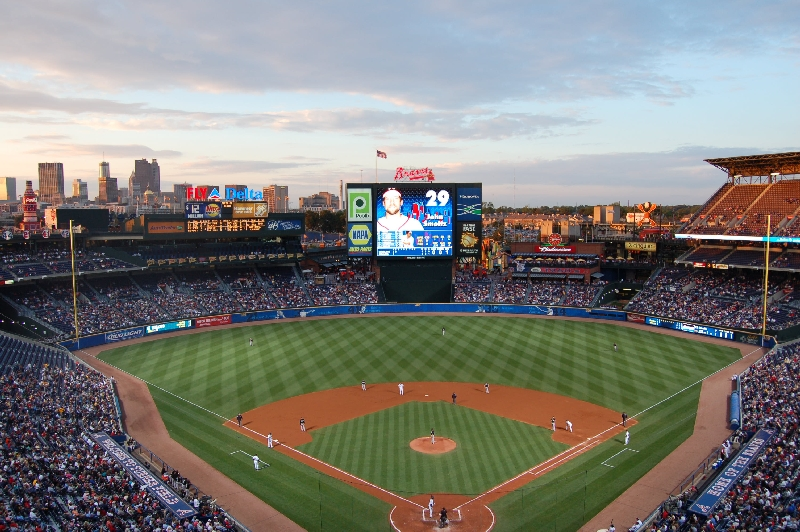
Turner Field in Atlanta, Austragungsort der Spiele 3 und 4.

16:30 EDT, Turner Field in Atlanta, Georgia
| Team          | 1 | 2 | 3 | 4 | 5 | 6 | 7 | 8 | 9 | R | H | E |
| ------------- | - | - | - | - | - | - | - | - | - | - | - | - |
| San Francisco | 0 | 1 | 0 | 0 | 0 | 0 | 0 | 0 | 2 | 3 | 8 | 0 |
| Atlanta       | 0 | 0 | 0 | 0 | 0 | 0 | 0 | 2 | 0 | 2 | 4 | 3 |

WP: Sergio Romo (1-0)   LP: Craig Kimbrel (0-1)  SV: Brian Wilson (1)  
Spiel drei wurde vom starken Pitching der beiden Starter dominiert. Jonathan Sánchez warf für die Giants sechs Innings, ohne einen Hit zuzulassen. Tim Hudson von den Braves warf ähnlich stark und ließ bis zum siebten Inning nur einen Unearned Run im zweiten Inning zu. Mike Fontenot schlug ein Triple ins Rightfield. Der nächste Batter, Cody Ross, schlug einen Pop Fly, den Second Baseman Brooks Conrad beim Fangen fallen ließ, wodurch Fontenot zum Homeplate laufen konnte. Die Braves konnten erst entscheidend eingreifen, nachdem Sánchez nach 7⅓ Innings durch Rechtshänder Sergio Romo ersetzt wurde. Der Manager der Braves, Bobby Cox, schickte Eric Hinske als Pinch Hitter ins Rennen. Tatsächlich konnte Hinske mit einem Home Run die Braves zu einer 2-1-Führung schlagen. Im neunten Inning schickten die Braves Rookie Craig Kimbrel auf den Mound. Der ließ einen Walk von Travis Ishikawa und ein Single von Freddy Sanchez zu und wurde durch den Linkshänder Michael Dunn ersetzt. Dunn gab ein Single von Aubrey Huff auf, bei dem Ishikawa den zweiten Run und damit den Ausgleich schaffte. Peter Moylan löste Dunn auf dem Mound ab. Der nächste Batter, Buster Posey, schlug einen Ground Ball, den Brooks Conrad zwischen seinen Beinen durchließ. Dieser dritte Error des Second Baseman brachte Freddy Sanchez nach Hause und die Führung für die Giants. Brian Wilson, der Closer der Giants, gab zwar in der zweiten Hälfte des neunten Innings noch einen Hit ab, hielt aber die Führung.

### Spiel 4, 11. Oktober 2010
20:30 EDT, Turner Field in Atlanta, Georgia
| Team          | 1 | 2 | 3 | 4 | 5 | 6 | 7 | 8 | 9 | R | H | E |
| ------------- | - | - | - | - | - | - | - | - | - | - | - | - |
| San Francisco | 0 | 0 | 0 | 0 | 0 | 1 | 2 | 0 | 0 | 3 | 5 | 1 |
| Atlanta       | 0 | 0 | 1 | 0 | 0 | 1 | 0 | 0 | 0 | 2 | 7 | 2 |

WP: Madison Bumgarner (1–0)   LP: Derek Lowe (0–2)  SV: Brian Wilson (2)  
Mit dem Rücken zur Wand schickten die Braves Derek Lowe nach nur drei Tagen Spielpause auf den Mound. Der erste Run kam im dritten Inning für die Braves durch Omar Infante nach einem Sacrifice Fly von Brian McCann. In den ersten fünf Innings ließ Lowe keinen Hit zu, doch im sechsten Inning schafften die Giants den Ausgleich durch einen Home Run von Cody Ross. Die Braves schlugen postwendend in der zweiten Hälfte dieses Innings mit einem Home Run von Brian McCann zurück und stellten die Führung wieder her. Nach 6⅓ Innings wurde Lowe bei geladenen Bases von Bobby Cox aus dem Spiel genommen. Peter Moylan und nach ihm Jonny Venters konnten dem Druck nicht standhalten und ließen zwei Runs der Giants zu. Die Braves konnten trotz guter Chancen im achten und neunten Inning das Spiel nicht mehr umdrehen. Im neunten Inning ließ der Closer der Giants, Brian Wilson, zwar zwei Walks zu. Der nächste Batter, Omar Infante, wurde jedoch durch ein Strikeout zum zweiten Out des Innings und der ihm nachfolgende Melky Cabrera beendete mit einem Ground Ball das Spiel und auch die Serie.
Für den 69-jährigen Bobby Cox, Manager der Braves, war es nach seinem zuvor angekündigten Rücktritt zum Saisonende das letzte Spiel nach über 4.500 Spielen als Trainer der Braves und der Toronto Blue Jays zwischen 1978 und 2010.

### Zusammenfassung der Ergebnisse
2010 NLDS (3–1): San Francisco Giants besiegen Atlanta Braves
| Team                                                                 | 1 | 2 | 3 | 4 | 5 | 6 | 7 | 8 | 9 | 10 | 11 | R  | H  | E |
| -------------------------------------------------------------------- | - | - | - | - | - | - | - | - | - | -- | -- | -- | -- | - |
| San Francisco Giants                                                 | 3 | 2 | 0 | 1 | 0 | 1 | 2 | 0 | 2 | 0  | 0  | 11 | 28 | 3 |
| Atlanta Braves                                                       | 0 | 0 | 1 | 0 | 0 | 2 | 0 | 5 | 0 | 0  | 1  | 9  | 24 | 7 |
| Zuschauer insgesamt: 141.266 Durchschnittliche Zuschauerzahl: 47.089 |   |   |   |   |   |   |   |   |   |    |    |    |    |   |